# Maghreboniscus palmetensis
Maghreboniscus palmetensis là một loài chân đều trong họ Spelaeoniscidae. Loài này được Vandel miêu tả khoa học năm 1959.